# Геліке (супутник)
Геліке (грец. Ἑλίκη) – супутник Юпітера, відомий також під назвою Юпітер XLV. 

## Відкриття
Був відкритий 6 лютого 2003 року групою астрономів з Гавайського університету під керівництвом Скотта Шеппарда. Отримав тимчасове значення S/2003 J 6. 30 березня 2005 Міжнародний астрономічний союз присвоїв супутнику офіційну назву Геліке в честь однієї з муз .

## Орбіта
Супутник проходить повний оберт навколо Юпітера на відстані приблизно 21 263 000 км за 634 діб та 19 годин. Орбіта має ексцентриситет 0,156. Нахил ретроградної орбіти до локальної площини Лапласа 154,8°. Знаходиться у групі Ананке. 

## Фізичні характеристики
Діаметр Геліке приблизно 4 кілометри. Оціночна густина 2,6 г/см³. Супутник складається переважно з силікатних порід. Дуже темна поверхня має альбедо 0,04. Зоряна величина дорівнює 22,6m.     